# Академік (Софія)
«Академік» — болгарський футбольний клуб з міста Софія, заснований 1947 року. У 1950—1953, 1964—1965, 1969—1979, 1980—1983 і 2010—2011 роках виступав у найвищому дивізіоні Болгарії, двічі представляв країну у Кубку УЄФА. 2011 року через фінансові проблеми втратив професійний статус і став виступати на аматорському рівні.

## Історія
«Академік» був заснований в 1947 році як команда при Софійському університеті. Два роки по тому клуб вийшов в Групу «А». Сезон 1950 року виявився вдалим для команди, яка виграла бронзові медалі першості. У наступному сезоні «Академік» посів 4-те місце в чемпіонаті і вийшов у фінал Кубка Болгарії, де поступився з рахунком 0-1 софійському ЦСКА. У сезоні 1953 року клуб посів передостаннє, 11-е місце в чемпіонаті і вилетів в Групу «Б». У сезоні 1963-64 клуб зайняв перше місце в Групі «Б» і знову вийшов у вищу лігу, проте вже в наступному сезоні знову вилетів.
В третій раз «Академік» вийшов в Групу «А» в 1969 році, що ознаменувало початок золотої ери в історії клубу, яка тривала до 1979 року. Саме в цей період за команду виступав Младен Василєв, який є найкращим бомбардиром в історії клубу — 68 м'ячів 209 матчах. У 1974 році клуб виграв Балканський кубок перемігши у фіналі югославський «Вардар». У сезоні 1975/76 команда знову виграла бронзові медалі болгарської першості і отримала право вперше у своїй історії зіграти в єврокубках. Свою європейську кампанію сезону 1976-77 в Кубку УЄФА «Академік» почав матчами проти чехословацької «Славії» і добився перемоги за сумою двох матчів — 0:2 і 3:0. У наступному раунді суперником болгарської команди став італійський «Мілан». У першому матчі у впертій боротьбі з рахунком 4-3 успіх святкував «Академік», однак у матчі-відповіді з рахунком 2-0 переміг «Мілан» і пройшов далі.
У сезоні 1978/79 клуб посів передостаннє, 15-е місце в чемпіонаті і знову вилетів з Групи «А». Проте вже в наступному сезоні «Академік» виграв Групу «Б» і повернувся назад. У сезоні 1981-82 клуб знову отримав можливість взяти участь в Кубку УЄФА, але поступився за сумою двох матчів західнонімецькому «Кайзерслаутерну» (1-3). У наступному сезоні клуб вилетів у Групу «Б».

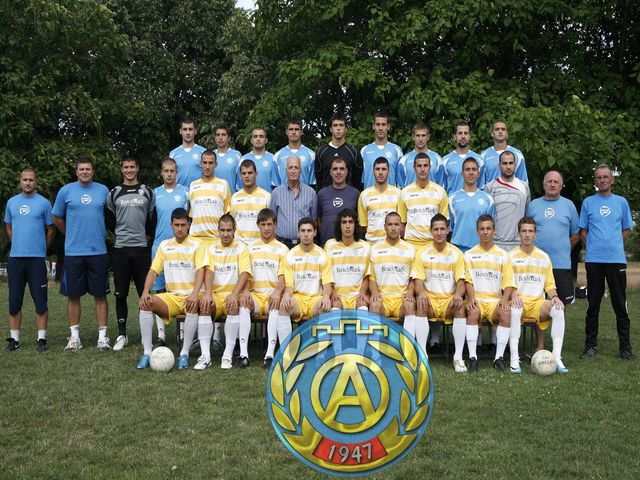
«Академік» у 2011 році.

Після 28 років, проведених в нижчих дивізіонах чемпіонату Болгарії, в сезоні 2009/10 клуб посів друге місце в Групі «Б» і отримав право зіграти в матчі плей-офф за потрапляння у Вищий дивізіон. 23 травня 2010 року «Академік» з рахунком 2-1 виграв матч плей-оф проти «Несебара» і вийшов в Групу «А» після 28-річної перерви. Втім перший же сезон 2010/11 року клуб закінчив на 15-му місці і понизився у класі. У сезоні 2011/12 клуб переживав фінансові труднощі і наприкінці сезону професійна ліцензія «Академіка» була скасована. З 2013/14 клуб виступав у чемпіонаті Софії.

## Стадіон
Домашні матчі «Академік» проводить на однойменному стадіоні, що вміщає 18 000 глядачів.

## Виступи клубу в єврокубках
| Сезон   | Турнір     | Раунд | Клуб             | Рахунок  |
| ------- | ---------- | ----- | ---------------- | -------- |
| 1976-77 | Кубок УЄФА | 1     | «Славія» (Прага) | 0-2, 3-0 |
|         |            | 2     | «Мілан»          | 4-3, 0-2 |
| 1981-82 | Кубок УЄФА | 1     | «Кайзерслаутерн» | 0-1, 1-2 |

## Досягнення
Група «А»:
- Бронзовий призер (2): 1950, 1976

Група «Б»:
- Переможець (2): 1964, 1980

Кубок Болгарії:
- Фіналіст (1): 1951

Балканський Кубок
- Переможець (1): 1974